# جون د. شنايدر
جون د. شنايدر (بالإنجليزية: John D. Schneider)‏ هو سياسي أمريكي، ولد في 1 مارس 1937 في سانت لويس في الولايات المتحدة، وتوفي في 2 مارس 2017 في الولايات المتحدة. حزبياً، نشط في الحزب الديمقراطي. وقد انتخب عضو مجلس نواب ولاية ميسوري.